# Ibszawaj
Ibszawaj (arab. إبشواي) – miasto w Egipcie, w muhafazie Fajum. W 2006 roku liczyło 54 853 mieszkańców.